# St. Martin (Aldenhoven)

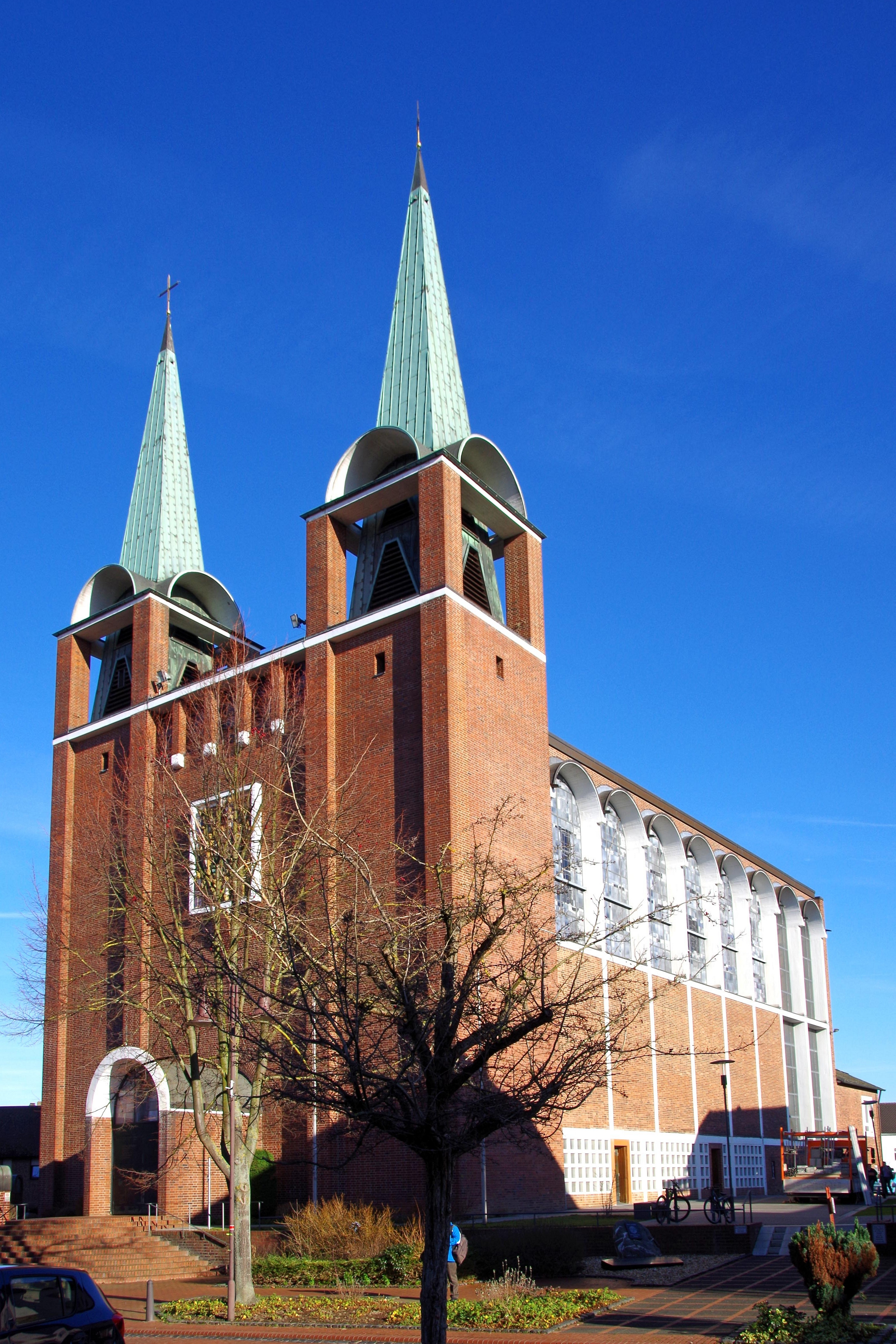
St. Martin in Aldenhoven

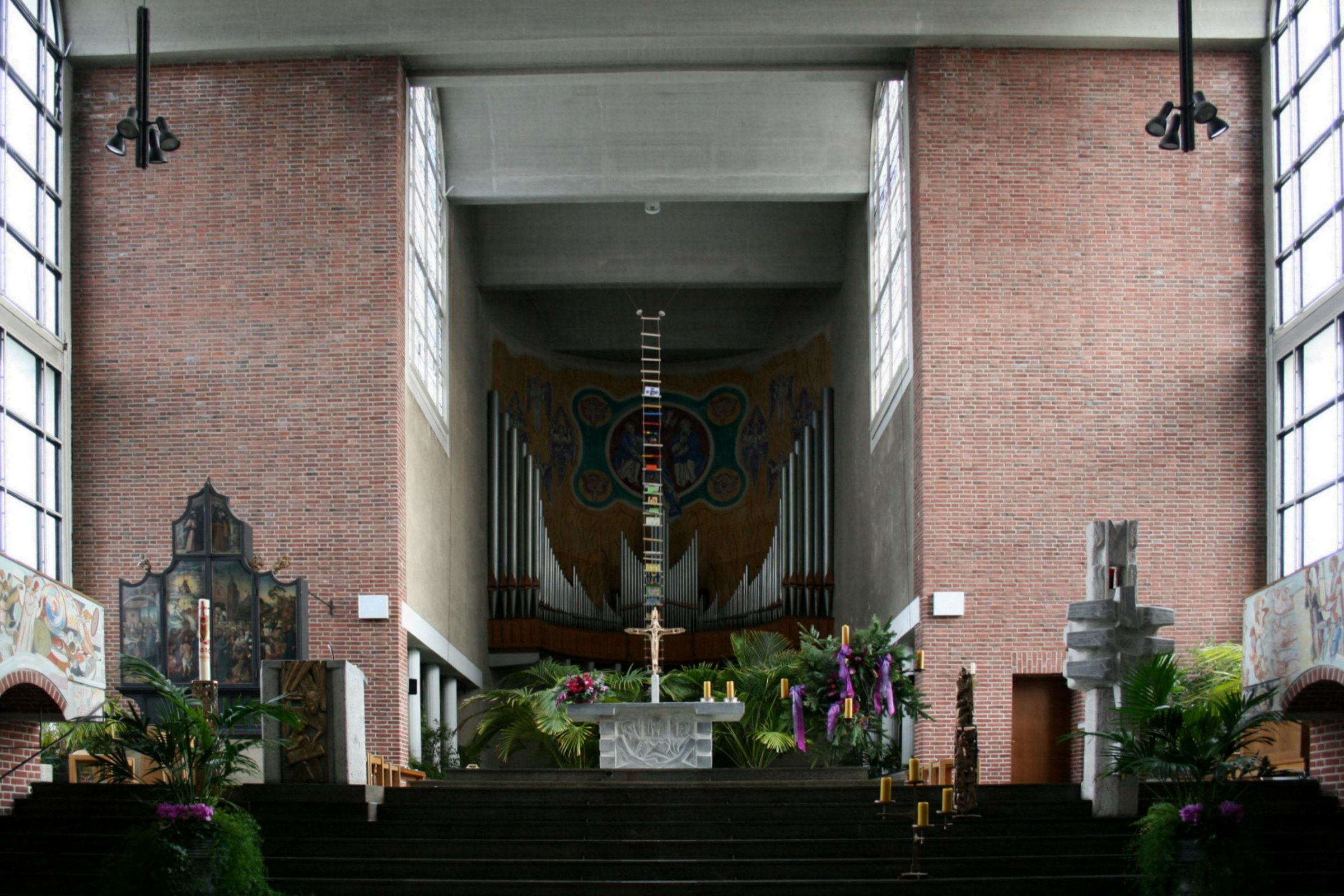
Innenraum, links das Antwerpener Retabel

St. Martin ist die römisch-katholische Pfarr- und Wallfahrtskirche von Aldenhoven im Kreis Düren in Nordrhein-Westfalen.
Die Kirche ist unter Nummer 58 in die Liste der Baudenkmäler in Aldenhoven eingetragen und dem hl. Martin von Tours geweiht.

## Geschichte
Eine Kirche in Aldenhoven wurde das erste Mal 1092 urkundlich erwähnt. Um das Jahr 1100 war Aldenhoven bereits eine eigenständige Pfarrei. Da die Kirche schon damals dem hl. Martin geweiht war, kann davon ausgegangen werden, dass es sich hier um eine Kirchengründung des 5. oder 6. Jahrhunderts handelt. Über das damalige Gotteshaus ist nichts weiteres bekannt, es hat sich aber vermutlich an einer anderen Stelle befunden, da die heutige Kirche außerhalb der damaligen Siedlung liegt.
Um 1500 wurde eine neue, gotische Backsteinhallenkirche auf dem Platz des heutigen Gotteshauses errichtet. Zunächst wurde um 1501 das Kirchenschiff und der Chor vollendet und um 1516 der dreigeschossige Glockenturm. Dieser Bau war dreischiffig und fünfjochig und schloss im Osten mit einem fünfseitig geschlossenen Chor. Der gesamte Bau wurde von Kreuzrippengewölben überspannt. Die Fenster besaßen allesamt dreiteiliges Maßwerk. Außen an der Ostseite des Chores befand sich seit 1542 ein Kalvarienberg. In den 1870er Jahren wurde das Kirchengebäude unter der Leitung des Kölner Architekten Heinrich Wiethase restauriert. Als im Zuge des Zweiten Weltkriegs amerikanische Truppen näherrückten, wurde das gotische Gotteshaus im Jahr 1944 von deutschen Truppen gesprengt und somit komplett zerstört.
Von 1951 bis 1953 wurde die heutige Pfarrkirche nach Plänen des Rheydter Architekten Alfons Leitl im Stahlskelettbau errichtet. Die Konsekration fand am 31. Mai 1953 durch den Aachener Weihbischof Friedrich Hünermann statt. Das Gotteshaus besitzt einen halbkreisförmigen Chor, im Kirchenschiff Emporen und im Westen zwei 42,5 Meter hohe Glockentürme. Außerdem befindet sich unter dem Chorraum eine Krypta.

## Ausstattung
Von der 1944 zerstörten Ausstattung der gotischen Kirche waren der reich geschnitzte neugotische Hochaltar mit dazugehöriger Kanzel, ein barockes Chorgestühl, sowie einige Heiligenfiguren, welche um 1500 entstanden waren, zu erwähnen. Der nördliche Seitenaltar war eine Rokokoarbeit aus dem Jahr 1779. Herausragend war aber der südliche Seitenaltar, ein Antwerpener Retabel, welches um 1510 geschaffen worden und rechtzeitig vor der Sprengung ausgelagert worden war und somit der Zerstörung entgang.
Zur heutigen Kirchenausstattung zählen neben dem bereits benannten Antwerpener Retabel noch eine Antoniusfigur, welche ebenfalls von der historischen Ausstattung gerettet werden konnte. Das aus Bronze gegossene Weihwasserbecken am Hauptportal ist eine Arbeit von Hein Minkenberg und zeigt Johannes den Täufer. Die Josefsfigur ist eine Arbeit von Bildhauer Peter Haak aus Erkelenz von 1953. Zwischen 1955 und 1960 bemalte der Kölner Kirchenmaler Peter Hecker die Emporenbrüstungen mit insgesamt 85 Heiligenbildern. Die Fenster schuf Ludwig Schaffrath in den Jahren 1961 bis 1969.

## Wallfahrt
In jedem Jahr finden in Aldenhoven drei Oktavfeiern statt, da sich in der benachbarten Gnadenkapelle ein Gnadenbild in Form einer Marienstatue befindet, deren Vorgängerin Dietrich Mülfahrt in einer Linde 1654 fand und daraufhin zwei Aldenhovener die Statue zweimal leuchten sahen. Seitdem pilgern jährlich Menschen während der drei Oktaven nach Aldenhoven zum Gnadenbild „Maria, Zuflucht der Sünder“. Diese drei Festwochen finden zu den Festen Mariä Heimsuchung, Mariä Himmelfahrt und Mariä Geburt statt. Während der drei Wallfahrtszeiten befindet sich das Gnadenbild in der Pfarrkirche, ansonsten wird es in der Gnadenkapelle aufbewahrt.

## Orgel

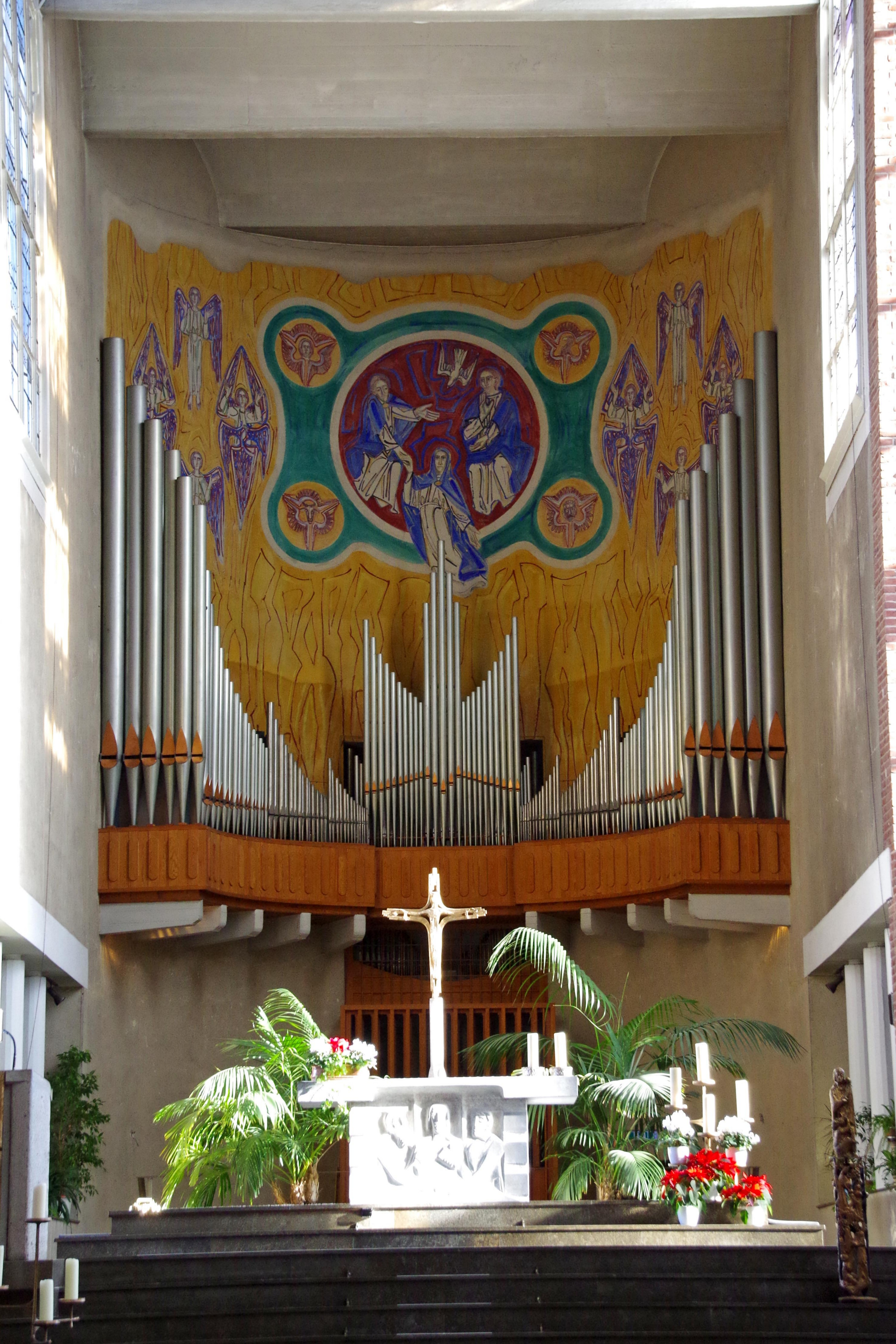
St. Martin (Aldenhoven), Altar und Chororgel

Die Orgel wurde von 1959 bis 1960 von der Firma Johannes Klais Orgelbau aus Bonn angefertigt. Die Hauptorgel befindet sich im Chorraum über dem Altar im Osten. Zu der Orgelanlage gehört noch eine kleinere Emporenorgel im Westen. Beide Orgelwerke werden von einem Generalspieltisch aus bespielt. Die Orgel besitzt insgesamt 48 Register, davon 38 in der Hauptorgel und 10 in der Emporenorgel. Die Disposition lautet wie folgt:
| I Positiv C–g3 |                |       |
| 1.             | Rohrflöte      | 8′    |
| 2.             | Salicional     | 8′    |
| 3.             | Prinzipal      | 4′    |
| 4.             | Blockflöte     | 4′    |
| 5.             | Schwegel       | 2′    |
| 6.             | Sifflöte       | 1 ⁄3′ |
| 7.             | Sesquialter II |       |
| 8.             | Scharff IV–V   |       |
| 9.             | Krummhorn      | 8′    |

| II Hauptwerk C–g3 |                  |       |
| 10.               | Gedacktpommer    | 16′   |
| 11.               | Prinzipal        | 8′    |
| 12.               | Gemshorn         | 8′    |
| 13.               | Lieblich Gedackt | 8′    |
| 14.               | Octave           | 4′    |
| 15.               | Spitzflöte       | 4′    |
| 16.               | Nasard           | 2 ⁄3′ |
| 17.               | Hohlflöte        | 2′    |
| 18.               | Rauschpfeife     | 2′    |
| 19.               | Mixtur IV–VI     |       |
| 20.               | Trompete         | 8′    |

| III Emporenorgel C–g3 |                       |     |
| 22.                   | Quintade              | 16′ |
| 23.                   | Prinzipal             | 8′  |
| 24.                   | Grobgedackt           | 8′  |
| 25.                   | Metallflöte           | 4′  |
| 26.                   | Superoctav            | 2′  |
| 27.                   | Acuta IV              |     |
| 28.                   | Französische Trompete | 8′  |
| 29.                   | Schalmey              | 4′  |

| IV Schwellwerk C–g3 |                 |        |
| 30.                 | Hohlflöte       | 8′     |
| 31.                 | Quintadena      | 8′     |
| 32.                 | Venezianerflöte | 4′     |
| 33.                 | Waldflöte       | 2′     |
| 34.                 | Terz            | 1 3⁄5′ |
| 35.                 | Octav           | 1′     |
| 36.                 | Rankett         | 16′    |
| 37.                 | Kopftrompete    | 8′     |
|                     | Tremulant       |        |

| Pedal C–f1 |                    |     |
| 38.        | Prinzipalbass      | 16′ |
| 39.        | Subbass            | 16′ |
| 40.        | Gedacktpommer      | 16′ |
| 41.        | Octavbass          | 8′  |
| 42.        | Choralbass         | 4′  |
| 43.        | Bassflöte          | 4′  |
| 44.        | Nachthorn          | 2′  |
| 45.        | Hintersatz IV      |     |
| 46.        | Posaune            | 16′ |
| 47.        | Untersatz (Empore) | 16′ |
| 48.        | Octave (Empore)    | 8′  |

- Koppeln: I/II, III/II, IV/II, III/I, IV/I, IV/III, I/P, II/P, III/P, IV/P
- Spielhilfen: Handregister; 2 freie Kombinationen, davon eine geteilt schaltbar; 2 Pedalkombinationen; Absteller für 16'-Labialstimmen auf II und III; Absteller für alle Zungen; Walze[5]

## Glocken
In den beiden Türmen befindet sich ein vierstimmiges Geläut aus Bronzeglocken. Es wurde von Hans Hüesker, Fa. Petit & Gebr. Edelbrock aus Gescher 1958 gegossen.
| Nr. | Name | Durchmesser (mm) | Masse (kg, ca.) | Schlagton (HT-1/16) | Gießer                                             | Gussjahr |
| --- | ---- | ---------------- | --------------- | ------------------- | -------------------------------------------------- | -------- |
| 1   | –    | 1.610            | 2.735           | h° -1               | Hans Hüesker; Fa. Petit & Gebr. Edelbrock, Gescher | 1958     |
| 2   | –    | 1.344            | 1.458           | d' -1               | Hans Hüesker; Fa. Petit & Gebr. Edelbrock, Gescher | 1958     |
| 3   | –    | 1.187            | 1.004           | e' -1               | Hans Hüesker; Fa. Petit & Gebr. Edelbrock, Gescher | 1958     |
| 4   | –    | 1.048            | 688             | fis' -1             | Hans Hüesker; Fa. Petit & Gebr. Edelbrock, Gescher | 1958     |

Motiv: O Heiland, reiß die Himmel auf

## Pfarrer
Folgende Priester wirkten bislang als Pastor an St. Martin:
| von – bis | Name                                     |
| --------- | ---------------------------------------- |
| 1924–1937 | Martin Müllers                           |
| 1937–1948 | Theodor Heuel                            |
| 1948–1977 | Wilhelm Klingen                          |
| 1977–2008 | Rainer Müsers                            |
| 2009–2011 | Lothar Tillmann                          |
| 2011–2018 | Alfred Bergrath (Administrator)          |
| 2018–2021 | P. Josef Költringer OSFS (Administrator) |
| 2021–2024 | Heinz Philippen (Administrator)          |
| Seit 2024 | Hans-Otto von Danwitz                    |